# Мельник Віталій Петрович
Віта́лій Петро́вич Ме́льник — прапорщик Збройних сил України.
Інструктор-кулеметник, в/ч 3001.

## Нагороди
За особисту мужність і героїзм, виявлені у захисті державного суверенітету та територіальної цілісності України, вірність військовій присязі під час російсько-української війни
- нагороджений орденом «За мужність» III ступеня (25.3.2015).